# Hemiparvocythere lagunicola
Hemiparvocythere lagunicola är en kräftdjursart som beskrevs av Hartmann 1982. Hemiparvocythere lagunicola ingår i släktet Hemiparvocythere och familjen Parvocytheridae. Inga underarter finns listade i Catalogue of Life.